# Cross-Country (olympisch)

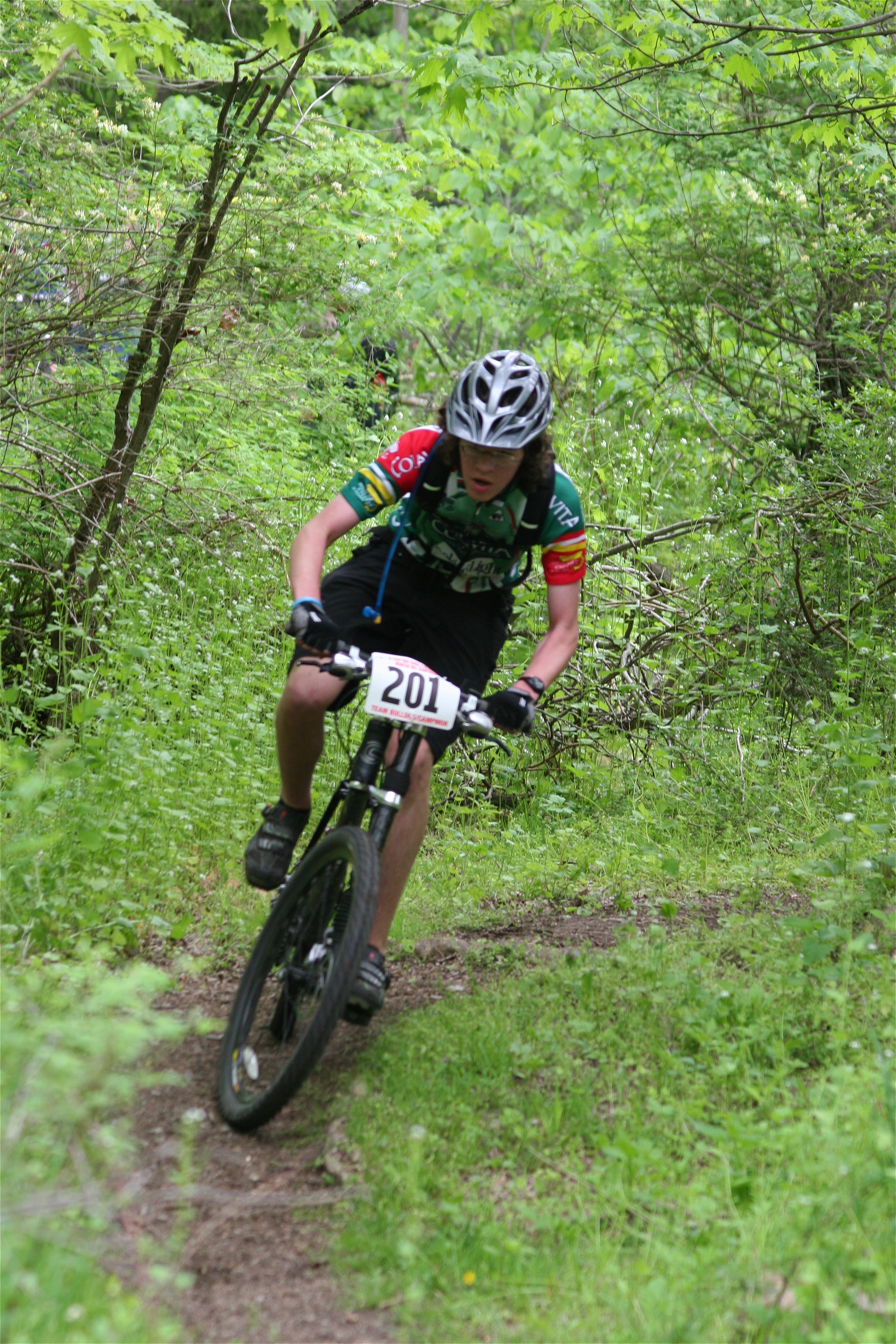
Cross-Country-Fahrer

Cross-Country (olympisch) (englisch Cross-country Olympic, Abk. XCO) ist eine Disziplin des Mountainbike-Cross-Country. Der Sieger wird in einem Einzelrennen auf einem Rundkurs mit Massenstart und einer Renndauer von ca. 90 Minuten ermittelt. Das olympische Cross-Country ist die älteste Disziplin des Cross-Country: seit 1990 werden Weltmeisterschaften veranstaltet, seit 1991 finden Weltcup-Rennen statt. Im Jahr 1996 wurde das olympische Cross-Country als bisher einzige Disziplin des Mountainbikesports in das Programm der Olympischen Spiele aufgenommen.

## Bezeichnung
Das olympische Cross-Country ist die Ursprungsdisziplin des Cross-Country. Da es keine anderen Einzeldisziplinen gab, wurde diese auch nur als Cross-Country bezeichnet. Durch die Anerkennung anderer Wettkampfformen/Einzeldisziplinen wie den Cross-Country Marathon, Cross-Country Eliminator und Cross-Country-Etappenrennen wurde der Begriff Cross-Country zum Oberbegriff für eine ganze Reihe von Einzeldisziplinen. Zur Unterscheidung zu diesem Oberbegriff bekam die Einzeldisziplin im UCI-Reglement die Ergänzung Olympic. Im deutschsprachigen Raum gibt es keine einheitliche Bezeichnung: in den Wettkampfbestimmungen des BDR heißt die Disziplin Cross-Country (olympisch), in den Wettfahrbestimmungen des ÖRV Cross-Country Rundstreckenrennen und im MTB-Reglement von Swiss Cycling Olympisches Cross-country.
Im allgemeinen Sprachgebrauch wird das olympische Cross-Country immer noch kurz als Cross-Country bezeichnet, häufig aber mit dem Zusatz XCO.

## Reglement
Ein Wettkampf findet auf einer Rundstrecke statt, die von den Sportlern mehrfach durchfahren wird. Eine Runde soll zwischen vier und sechs Kilometern lang und auch bei schwierigen Witterungsbedingungen über die gesamte Streckenlänge befahrbar sein. Die Strecke muss verschiedenartiges Gelände wie zum Beispiel Wald-, Feld-, Wiesen- oder Kieswege aufweisen und mehrere nennenswerte Steigungen und Abfahrten mit unterschiedlicher Charakteristik beinhalten. Gepflasterte oder geteerte Streckenabschnitte dürfen 15 Prozent der Gesamtstrecke nicht übersteigen. Für Streckenabschnitte,  die leicht beschädigt werden können, sind Ersatzwege vorzusehen. Beinhaltet der Kurs längere Singletrail-Abschnitte, sind ausreichend Überholmöglichkeiten vorzusehen. Für fahrtechnisch schwierige Streckenabschnitte können Umfahrungsmöglichkeiten vorgesehen werden, sofern diese einen zeitlichen Nachteil mit sich bringen.
Die Rundenanzahl steht entweder von Anfang an fest oder richtet sich nach einer Zeitangabe (z. B. 60 Minuten + 1 Runde). Die letzte Runde wird dabei immer mit einem Glockenzeichen für alle Fahrer eingeläutet. Überrundete Fahrer müssen die Rundenanzahl nicht vollständig absolvieren. Sobald der Erstplatzierte die Start-/Ziellinie überquert hat, fahren sie ihre Runde zu Ende. Bei internationalen Rennen beenden die Fahrer das Rennen in der Runde, in der sie überrundet werden. Das kann zur Folge haben, dass sie das Rennen vor dem Gewinner beenden und trotzdem in der Ergebnisliste geführt werden.
Die Renndauer ist abhängig von der Altersklasse. Die UCI macht für Olympische Spiele, Internationale Meisterschaften, Weltcup und Rennen der horse class und class 1 verbindliche Vorgaben:
- Junioren Frauen und Männer – 1:00 bis 1:15 Std.
- U23 Frauen und Männer – 1:15 bis 1:30 Std.
- Elite Frauen und Männer – 1:20 bis 1:40 Std.

Die Startaufstellung ergibt sich aus der Platzierung in der UCI-Weltrangliste im Cross-Country (UCI XCO individual ranking) des Vorjahres, nicht gelistete Fahrer werden gelost. Bei Weltcuprennen wird die Startaufstellung anhand der Platzierung im Cross-country Short Track-Rennen am Vortag festgelegt.

## Rennverlauf
Das Rennen beginnt mit einem Massenstart – aufgrund der in der Regel engen Streckenverhältnisse ist ein vorderer Startplatz von Vorteil. Im Gegensatz zu Straßenradrennen fällt oft bereits in den ersten Runden eine Vorentscheidung. In der Regel bilden sich kleinere Gruppen von wenigen Fahrern, die in flachen Passagen vom Windschatten des Vordermanns profitieren. Über weite Teile der Strecke sind die Fahrer allerdings auf sich selbst gestellt, weshalb hier individuell jeder für sich und nicht im Team (vgl. Stallorder) gefahren wird. Die Entscheidung über die endgültige Platzierung erfolgt in der Regel bei einem Anstieg, einer Abfahrt oder im seltenen Fall im Zielsprint. Gewinner ist derjenige, der als Erster die Ziellinie bei absolvierter Rundenanzahl überquert.

## Bekannte Fahrer

### 1990–2000
Männer
- Ned Overend: erster offizieller Weltmeister 1990
- John Tomac: Weltmeister 1991
- Thomas Frischknecht: Weltmeister 1996 und Weltcup-Gesamtsieger 1992, 1993 und 1995
- Henrik Djernis: dreimaliger Weltmeister 1992–1994
- Bart Brentjens: erster Olympiasieger 1996, Weltcup-Gesamtsieger 1994 und Weltmeister 1995
- Miguel Martinez: Olympiasieger und Weltmeister 2000, Weltcup-Gesamtsieger 1997 und 2000 und späterer Straßenradrennfahrer
- Michael Rasmussen: Weltmeister 1999 und späterer Straßenradrennfahrer und dann des Dopings überführt
- Cadel Evans: Weltcup-Gesamtsieger 1998 und 1999 und späterer Straßenradrennfahrer

Frauen
- Juli Furtado: Weltmeisterin 1990 und Weltcup-Gesamtsiegerin 1993–1995
- Ruthie Matthes: Weltmeisterin 1991 und Weltcup-Gesamtsiegerin 1992
- Paola Pezzo: Olympiasiegerin 1996 und 2000, Weltmeisterin 1993, Weltcup-Gesamtsiegeri 1997
- Alison Sydor: Weltmeisterin 1994 und 1995, Weltcup-Gesamtsiegerin 1998 und 1999
- Margarita Fullana: Weltmeisterin 1999 und 2000

### 2001–2010
Männer
- Roland Green: zweimaliger Weltmeister 2001 und 2002 und Weltcup-Gesamtsieger 2001
- Filip Meirhaeghe: Weltmeister 2003 und Weltcup-Gesamtsieger 2002
- Julien Absalon: Olympiasieger 2004 und 2008, viermaliger Weltmeister 2004–2007 und Weltcup-Gesamtsieger 2003
- Christoph Sauser: Weltmeister 2008 und Marathon-Weltmeister 2007 / 2013, zweimaliger Weltcup-Gesamtsieger 2004 und 2005
- José Antonio Hermida: Weltmeister 2010, Europameister 2002, 2004 und 2007

Frauen
- Gunn-Rita Dahle Flesjå: Olympiasiegerin 2004, Weltmeisterin 2002, 2004 bis 2006, Marathon-Weltmeisterin 2013, Weltcup-Gesamtsiegerin 2003 bis 2006
- Sabine Spitz: Olympiasiegerin 2008, Weltmeisterin 2003, Vizeweltmeisterin 2007 und 2008
- Irina Kalentieva: Weltmeisterin 2007 und 2009, Weltcup-Gesamtsiegerin 2007
- Elisabeth Osl: Weltcup-Gesamtsiegerin 2009
- Maja Włoszczowska: Weltmeisterin 2010, 2. Platz Olympia 2008

### 2011–2019
Männer
- Jaroslav Kulhavý: Olympiasieger 2012, 2. Platz Olympische Spiele 2016, Weltmeister und Weltcup-Gesamtsieger 2011
- Nino Schurter: Weltmeister 2009, 2012, 2013, 2015, 2016, 2017, 2018, 2019, 2021 und 2022, Weltcup-Gesamtsieger 2010, 2012, 2013, 2015, 2017, 2018, 2019 und 2022, 2. Platz Olympische Spiele 2012, Olympiasieger 2016
- Julien Absalon: Weltmeister 2014, Weltcup-Gesamtsieger 2014, 2016

Frauen
- Julie Bresset: Olympiasiegerin 2012, Weltmeisterin 2012 und 2013, Weltcup-Gesamtsiegerin 2011
- Catharine Pendrel: Weltmeisterin 2011, Weltcup-Gesamtsiegerin 2010, 2012 und 2016
- Jenny Rissveds: Olympiasiegerin 2016, 3. Platz Olympische Spiele 2024
- Jolanda Neff: Weltmeisterin 2012, 2013, 2014, Weltcup-Gesamtsiegerin 2014, 2015, 2018, Olympiasiegerin 2020